# Jan-Carlo Simić
Jan-Carlo Simić (Servisch: Јан-Карло Симић) (Nürtingen, 2 mei 2005) is een Servisch voetballer die sinds 2024 uitkomt voor RSC Anderlecht.

## Clubcarrière
Simić genoot z'n jeugdopleiding bij SV Hegnach, Stuttgarter Kickers, VfB Stuttgart en AC Milan. Op 17 december 2023 maakte hij z'n officiële debuut voor het eerste elftal van Milan: in de competitiewedstrijd tegen AC Monza (3-0-winst) liet trainer Stefano Pioli hem debuteren. Simić opende in deze wedstrijd meteen ook z'n doelpuntenrekening voor Milan. De Serviër speelde dat seizoen zes officiële wedstrijden voor Milan: in de Serie A mocht hij vier keer opdraven, in de Coppa Italia kreeg hij een basisplaats tegen Cagliari Calcio en mocht hij in de kwartfinale tegen Atalanta Bergamo invallen.
In juli 2024 ondertekende Simić een vijfjarig contract bij de Belgische recordkampioen RSC Anderlecht. De Brusselse club betaalde een transfersom van zo’n drie miljoen euro.